# Chaîne d'Abakan
La chaîne d’Abakan (en russe : Абаканский хребет) est une chaîne montagneuse longue d’environ 300 km située dans la Sibérie méridionale. Elle circonscrit le bassin de Minoussinsk à l’ouest, et marque la ligne de partage des eaux entre le bassin de l’Ob et le bassin du  Ienisseï. Son point culminant est à 1 984 m.

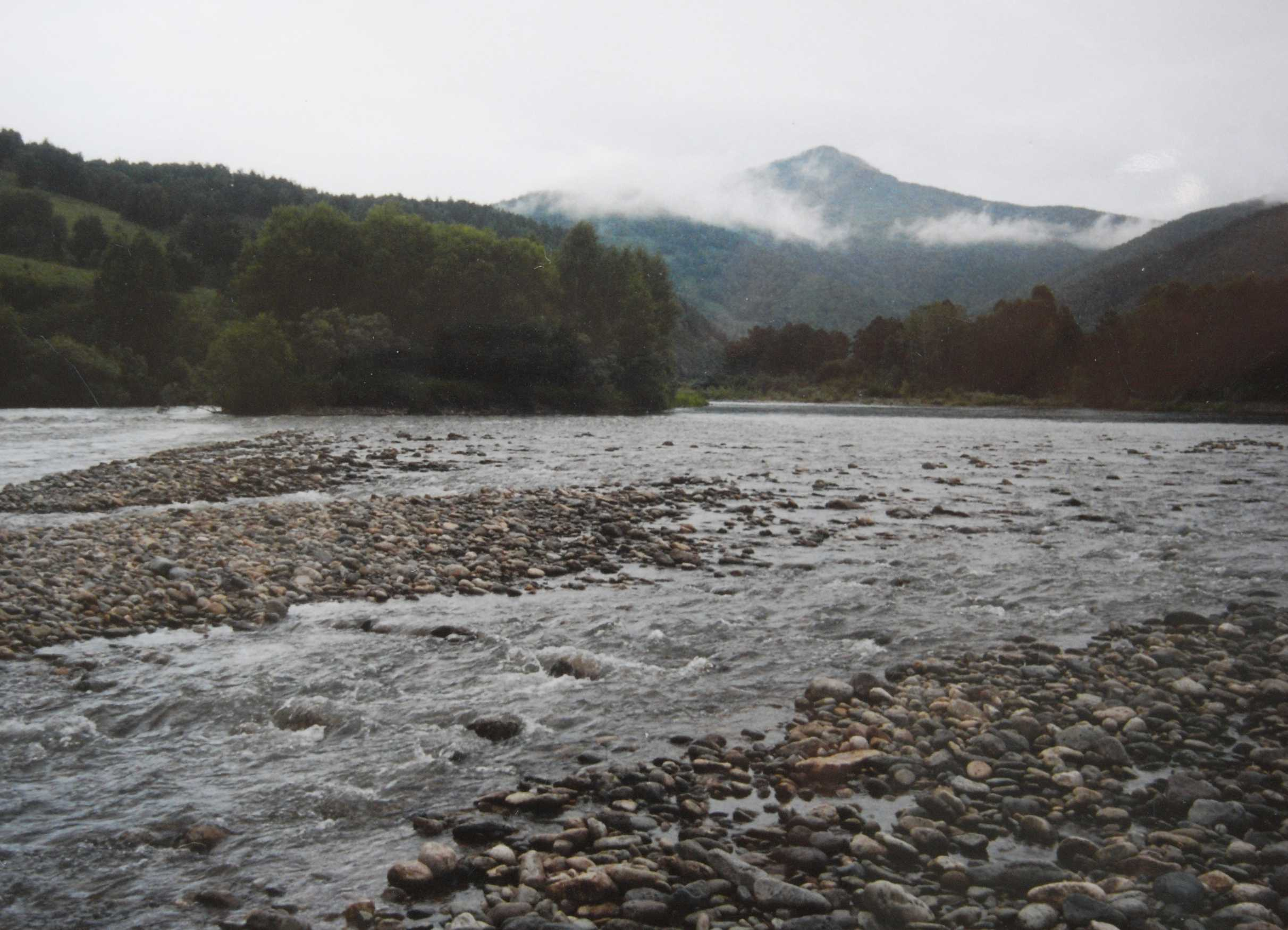
Les montagnes de l'Altaï, prolongées par l'Abakan au nord.

## Source
- (de) « Abakangebirge », dans Meyers Taschenlexikon, vol. 1, Mannheim, Bibliographischen Institut & F. A. Brockhaus, 1987, p. 12.